# Outrage Beyond
Outrage Beyond (Originaltitel: アウトレイジ ビヨンド, Autoreiji Biyondo) ist ein japanischer Yakuza-Film aus dem Jahre 2012 und die Fortsetzung von Outrage. Wie schon beim ersten Teil führte Takeshi Kitano Regie, schrieb das Drehbuch und übernahm die Hauptrolle.

## Handlung
Fünf Jahre nach der Ermordung von Sekiuchi durch Kato: Zwei Polizisten untersuchen die Bergung von Leichen aus einem Auto, das am Grunde eines Hafens gefunden wurde, und haben den Verdacht, dass der Fund mit einem Skandal in der Regierung zu tun hat. Obwohl die Vermutungen der beiden Polizisten richtig sind, wollen ihre Vorgesetzten nicht, dass der Fall öffentlich gemacht wird. Durch Kato, nun selbst Yakuza-Anführer des Sanno-kai, macht die Yakuza mehr legale Geschäfte und mischt in der Politik mit. Die Polizei findet, dass der Sanno-kai zu viel Macht hat, und will ihn deshalb zerschlagen. Der korrupte Polizist Kataoka versucht, einen Krieg zwischen dem Sanno-kai und dem Hanabishi-kai aus West-Japan anzuzetteln. Hierfür benutzt er Otomo, der nach den Vorfällen vor fünf Jahren im Hochsicherheitsgefängnis gelandet ist und draußen für tot gehalten wird. Kataoka sorgt dafür, dass Otomos Haftstrafe verkürzt wird und holt ihn aus dem Gefängnis, um durch ihn die Anführer des Sanno-kai gegeneinander aufzubringen.
Mit Hilfe des Hanabishi-kais startet Otomo einen blutigen Rachefeldzug gegen den Sanno-kai als Vergeltung für seine einstige Verhaftung. Am Ende wird Kato dazu gezwungen, sich zur Ruhe zu setzen, und wird kurz darauf von Otomo überfallen und ermordet.
Schließlich geht Otomo zu einer Beerdigung, auf der auch einige seiner toten Yakuza-Brüder bestattet werden. Vor dem Friedhof trifft er auf Kataoka, welcher Otomo nach Waffen durchsucht. Kataoka stellt fest, dass Otomo unbewaffnet ist, und gibt ihm eine Waffe. Otomo, der realisiert hat, dass Kataoka für den Tod seiner Yakuza-Brüder verantwortlich ist, nimmt die Waffe und erschießt Kataoka damit.

## Filmstart
Outrage Beyond hatte seine Premiere am 3. September 2012 bei den 69. Internationalen Filmfestspielen von Venedig.

## Fortsetzung
Im Jahre 2017 erschien eine weitere Fortsetzung mit dem Titel Outrage Coda bei der wieder Takeshi Kitano Regie führte und die Hauptrolle spielte.